# Sphenomorphus tagapayo
Sphenomorphus tagapayo este o specie de șopârle din genul Sphenomorphus, familia Scincidae, descrisă de Brown, Mcguire, Ferner și Alcala 1999. A fost clasificată de IUCN ca specie cu risc scăzut. Conform Catalogue of Life specia Sphenomorphus tagapayo nu are subspecii cunoscute.